# Friedrich Speyer
Friedrich Speyer, auch Carl oder Karl Friedrich Speyer, (* 19. März 1782 in Arolsen; † 7. Februar 1839 in Bamberg)  war Stadtgerichtsarzt in Bamberg.

## Leben
Speyer studierte von 1797 bis 1800 Medizin und Philosophie in Jena und zog dann zu seinem Onkel Adalbert Friedrich Marcus nach Bamberg, dessen Nachruf er später schrieb. Dieser war gerade dabei im Auftrag der bayerischen Regierung Armenarztstellen einzurichten. 1803 wurde Speyer Arzt (Physikus am Landgericht) am Landgericht Gleusdorf mit Sitz in Rattelsdorf. 1805 wurde er an das Landgericht Bamberg II versetzt. In dieser Position blieb er bis Herbst 1838, als er Stadt- und Kreisgerichtsarzt in Bamberg und bayerischer Medizinal-Komitee-Assessor wurde.
Seine Frau war Clara Godin, Tochter war Amélie Linz.
Er war an Theater und Poesie sowie plastischen Künsten interessiert und trat 1825 dem Kunstverein von Bamberg bei.
Speyer gehörte zum Freundeskreis um E. T. A. Hoffmann in Bamberg ebenso wie der Arzt Adalbert Friedrich Marcus. Speyer und Marcus verdankte er einige seiner psychiatrischen und medizinischen Kenntnisse, die er in seinem Werk verwendete.

## Schriften
- De remediis specificis sic dictis, Jena 1800
- Ideen über die Natur und Anwendungsart natürlicher und künstlicher Bäder 1805
- Versuch über die Natur und Behandlungsart der Ruhr, Nürnberg 1809
- mit Karl Moritz Marc: Dr. A. F. Marcus nach seinem Leben und Wirken nebst Krankheits-Geschichte, Leichenöffnung, neun Beilagen und dem vollkommen ähnlichen Bildnisse des Verstorbenen Doktor A. F. Marcus nach seinem Leben und Wirken, Bamberg 1817 (Vorrede Georg Michael Klein;  Marc war der Vetter von Speyer)
- Über das Heilverfahren in fieberhaften und entzündlichen Erkrankungen, Bamberg: Kunz 1820
- Ueber die Möglichkeit des Lebendigbegrabens und die Errichtung von Leichenhäusern, Erlangen 1826
- Einige Verhaltensregeln um sich gegen die Brechruhe zu schützen, und den, von der Krankheit befallenen, bis zur Ankunft des Arztes zu behandeln, 1836
- Unterweisung für Cholera-Krankenwärter des platten Landes, Bamberg, Literar.-Artist. Institut 1837